# Limenitis epione
Limenitis epione är en fjärilsart som beskrevs av Jean Baptiste Godart 1823. Limenitis epione ingår i släktet Limenitis och familjen praktfjärilar. Inga underarter finns listade i Catalogue of Life.